# Afrikansk sporrsköldpadda
Afrikansk sporrsköldpadda (Centrochelys sulcata syn. Geochelone sulcata) är en sköldpaddsart som beskrevs av den engelske illustratören Miller 1779. Geochelone sulcata ingår i släktet Geochelone och familjen landsköldpaddor. IUCN kategoriserar arten globalt som sårbar. Inga underarter finns listade i Catalogue of Life.
Arten förekommer i Afrika söder och öster om Sahara från Mauretanien till Egypten och Somalia.

## Bildgalleri

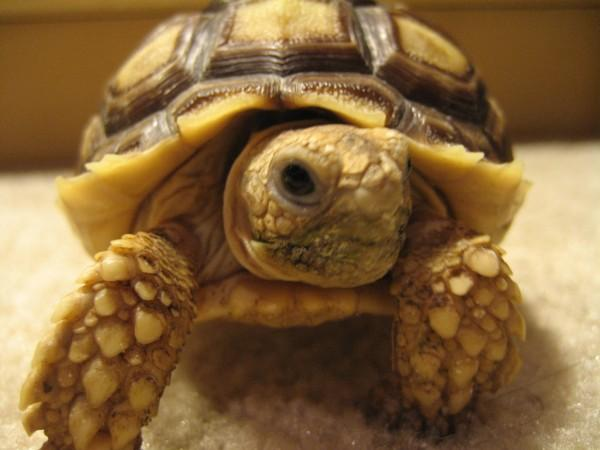
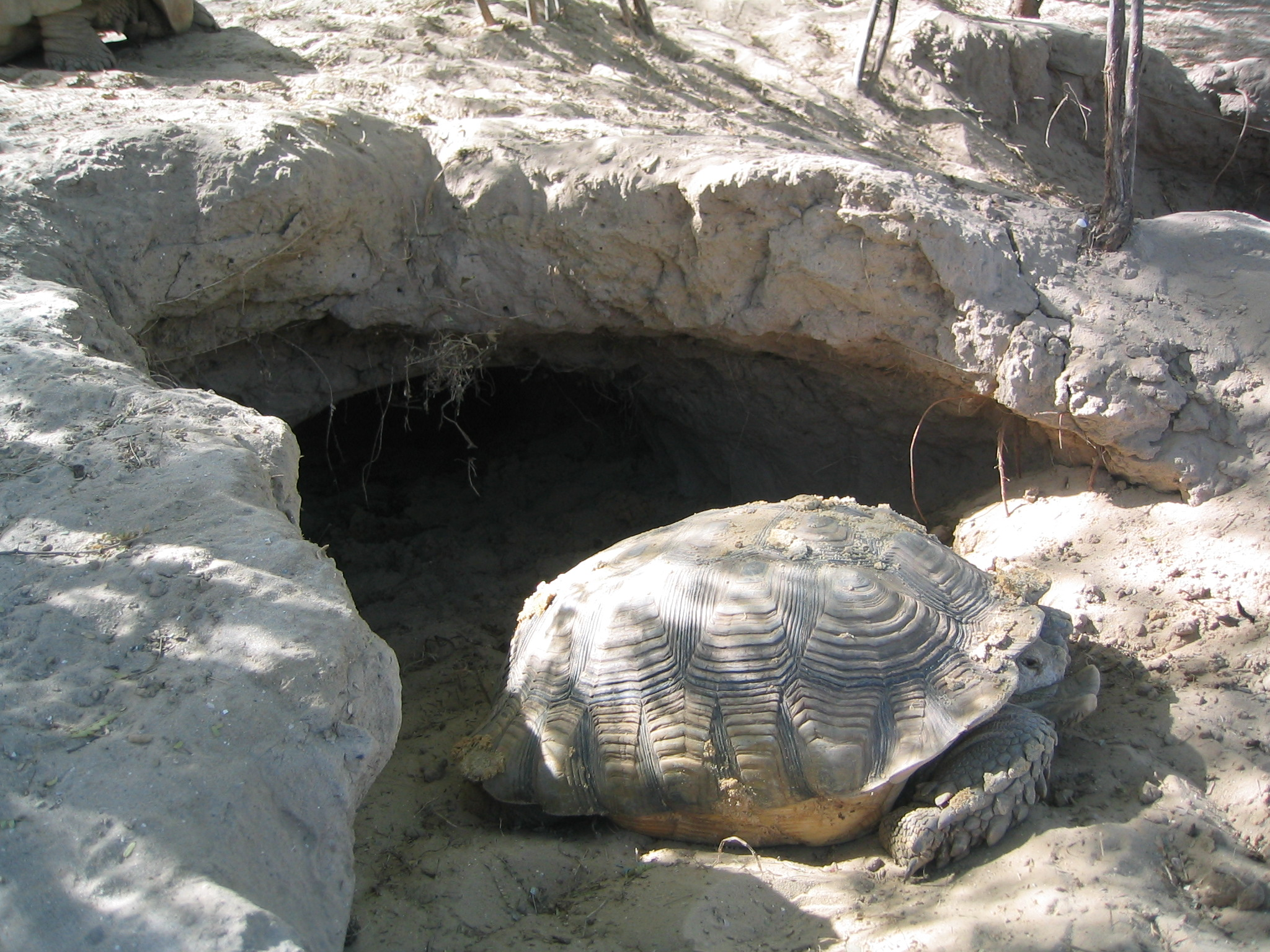
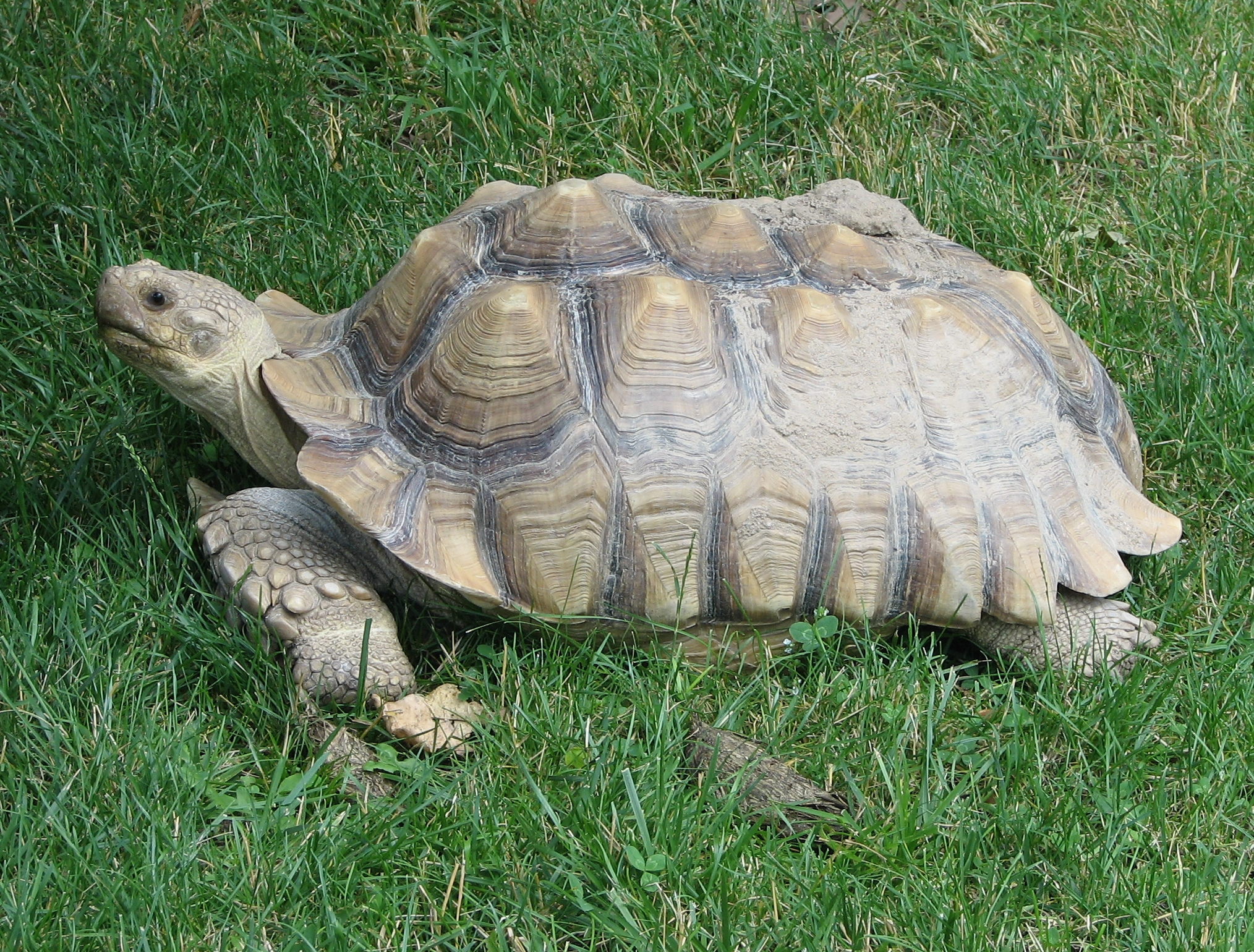
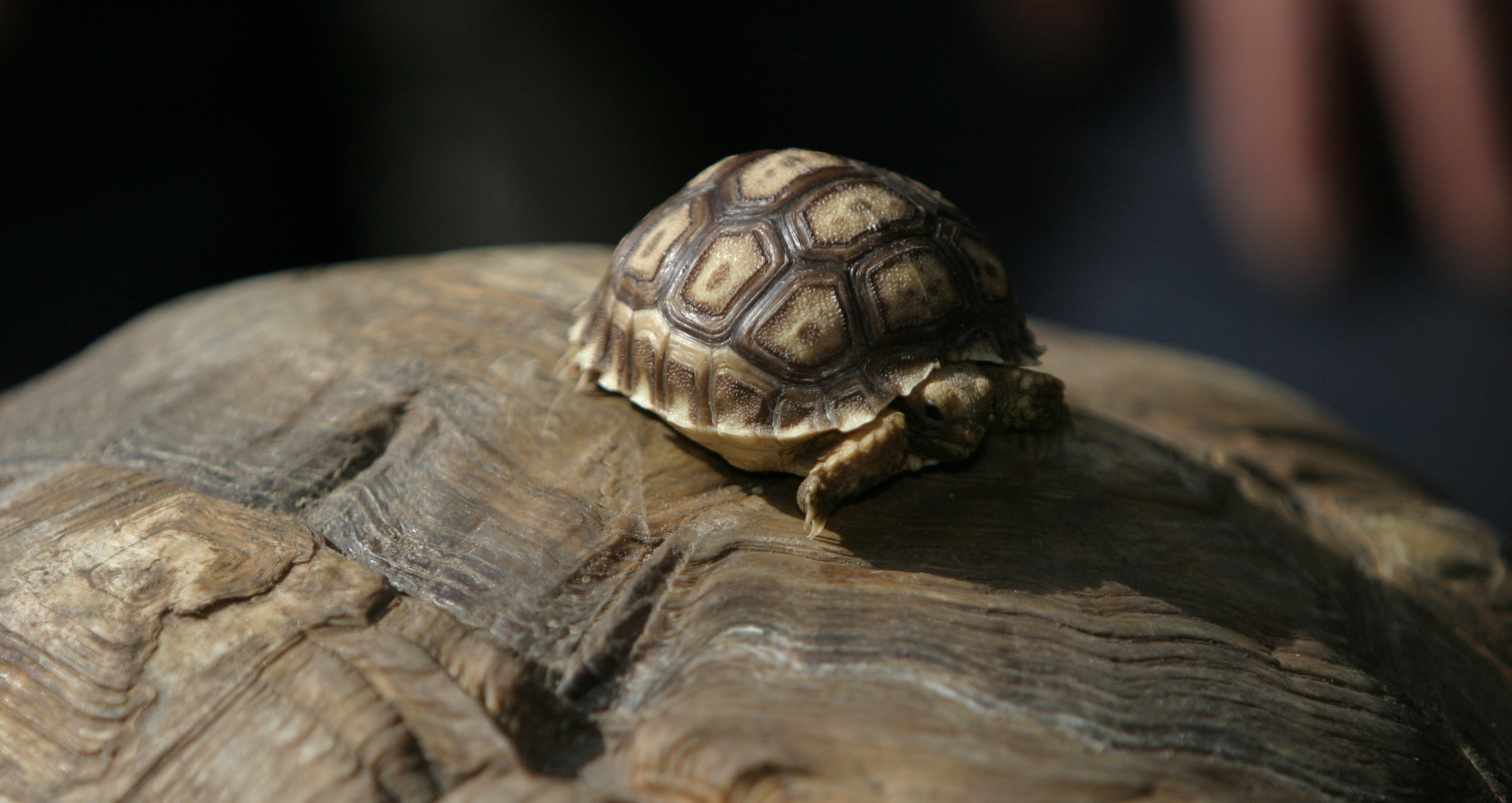